# Nanuk z Północy
Nanuk z Północy (ang. Nanook of the North) – francusko-amerykański niemy film dokumentalny z 1922 roku w reżyserii Roberta J. Flaherty’ego.
Film przedstawia trudne, surowe życie Inuity imieniem Nanuk i jego rodziny żyjących na Arktyce Kanadyjskiej. Niektórzy krytykowali Flaherty’ego za wystawienie kilku sekwencji, ale Roger Ebert określił film jako „samotny” wśród filmów Flaherty’ego, „ze względu na ogromny szacunek dla odwagi i pomysłowości swoich bohaterów”.
Był to pierwszy pełnometrażowy film dokumentalny, który odniósł komercyjny sukces, potwierdzając finansową opłacalność gatunku i inspirując wiele kolejnych filmów. 

## Obsada[5]
- Allakariallak – Nanuk
- Alice Nevalinga – Nyla
- Cunayou – syn Nanuka i Nyli
- Allegoo – córka Nanuka i Nyli
- Camock – kot Nanuka i Nyli
- Berry Kroeger – Narrator (głos, dźwiękowe wznowienie z 1939 roku)

## Wyróżnienia
W 1989 roku film został jednym z pierwszych 25 filmów wprowadzonych do Narodowego Rejestru Filmowego Stanów Zjednoczonych jako „znaczących kulturowo, historycznie bądź estetycznie” i jest przechowywany w Bibliotece Kongresu Stanów Zjednoczonych.